# Who Made Who (canción)
«Who Made Who» es una canción y un sencillo de la banda australiana de hard rock AC/DC, tomada de su álbum homónimo de 1986, Who Made Who. Existe una versión extendida de la canción y se puede encontrar en un disco de vinilo y en la edición deluxe del box set Backtracks en el disco 1, Studio Rarities. 
Fue uno de los tres nuevos temas del álbum Who Made Who, debido a que el álbum formó parte de la banda sonora de Maximum Overdrive de Stephen King, pero también es un álbum recopilatorio con canciones de álbumes anteriores. Los otros dos temas nuevos instrumentales (D.T y Chase The Ace). 
En el video musical de esta canción, dirigido por David Mallet, los fanes y los ganadores de un concurso de radio estaban vestidos como Angus Young y llevaban Gibson SG de cartón, iguales a la del guitarrista. parece que todos los personajes están construidos por tres robots con antenas en la cabeza .
Además de la versión de estudio con el baterista Simon Wright, Who Made Who también ha sido tocada en vivo, sobre todo a lo largo de la gira mundial del Blow Up Your Video Mundial Tour. Fue tocada con el baterista Chris Slade en The Razors Edge World Tour, y con el baterista Phil Rudd (quien regresó a la banda en 1994 después de ser despedido del grupo luego de 11 años) para un solo concierto en la noche de apertura del Ballbreaker World Tour, en Greensboro, Carolina del Norte, después de lo cual la banda abandonó el tema y no ha sido tocado en vivo desde entonces.

## Personal
- Brian Johnson – voz
- Angus Young – guitarra
- Malcolm Young – guitarra rítmica
- Cliff Williams – bajo
- Simon Wright – batería